# Mesnil-Saint-Georges
Mesnil-Saint-Georges – miejscowość i gmina we Francji, w regionie Hauts-de-France, w departamencie Somma.
Według danych na rok 1990 gminę zamieszkiwało 137 osób, a gęstość zaludnienia wynosiła 23 osoby/km² (wśród 2293 gmin Pikardii Mesnil-Saint-Georges plasuje się na 860. miejscu pod względem liczby ludności, natomiast pod względem powierzchni na miejscu 787.).